# Аниканова, Мария Михайловна
Мари́я Миха́йловна Аника́нова (девичья Кулакова; 20 февраля 1916 года — 30 декабря 2005 года) — советская конькобежка, тренер. Серебряный призёр чемпионата мира 1952 года в многоборье, многократный призёр чемпионатов СССР. Заслуженный мастер спорта СССР (1952), Заслуженный тренер РСФСР. Выступала за спортивный клуб «Зенит» (Москва).

## Биография
Мария Кулакова родилась в небольшом посёлке Лопасня, ныне один из районов Чехова. Заниматься конькобежным спортом начала поздно, в 1936 году. Уже через год второразрядница участвовала в соревнованиях за общество "Динамо".
В 1938 году впервые участвовала в чемпионате СССР, а 1939 году заняла 6-е место в многоборье. Через год поднялась на 5-е место, но в 1941 году началась война и все соревнования были отменены. Только в 1943 году в Москве прошёл чемпионат СССР и Маша выиграла серебряную большую медаль, а на следующий год стала бронзовым призёром.
В 1947 году Мария вышла замуж за Ивана Аниканова, сильнейшего советского конькобежца в 1930-40-е годы и стала выступать под его фамилией. В 1949 году стала 6-й на чемпионате СССР и поехала в Норвегию на чемпионат мира в Конгсберге, где заняла 9-е место в сумме многоборья. Ещё через год на домашнем чемпионате мира в Москве смогла занять 5-е место.
В 1952 году в Финляндии на очередном чемпионате мира в Кокколе Аниканова завоевала серебряную медаль, что стало её лучшим результатом на мировых первенствах. В 1953 году стала 8-й на чемпионате СССР и на чемпионате мира в Лиллехаммере. В 1954 году после неудачного выступления на чемпионате Союза она решила завершить карьеру спортсменки. Работала тренером.

## Личная жизнь и семья
Мария — жена советского конькобежца Ивана Аниканова. Их сын — Виктор Аниканов врач сборных СССР и России по фигурному катанию, дочка — Хмыз (Аниканова) Ирина Ивановна (2.12.1946) российская спортсменка и тренер по фигурному катанию на коньках, мастер спорта СССР, заслуженный тренер РСФСР, внучка Мария Аниканова — мастер спорта по фигурному катанию, актриса театра и кино.
Скончалась в 2005 году. Похоронена на Кунцевском кладбище в Москве.

## Награды
- Медаль «За трудовое отличие» (27.04.1957) — за успехи, достигнутые в деле развития массового физкультурного движения в стране, повышения мастерства советских спортсменов, и успешное выступление на международных соревнованиях